# Генч, Нихат
Нихат Генч (тур. Nihat Genç, 1956, Трабзон — 4 июля 2025, Анкара) — турецкий журналист и писатель.

## Биография
В 1974 году он окончил Торговую школу в Трабзоне. Хотя он поступил в Стамбульскую академию экономических и коммерческих наук и Анкарскую школу банковского дела и страхования, он бросил эти учебные заведения из-за политических волнений. В 1983 году он окончил факультет управления здравоохранением Университета Хаджеттепе. После окончания университета он работал в реабилитационном центре Анкары при Министерстве здравоохранения и в Министерстве культуры.
В юности он работал техническим специалистом в газетах и журналах, а затем начал писать в националистических изданиях, таких как Bağımsız и Kırmızı-Beyaz, в юмористическом издании Leman и некоторое время в газете Akşam. В 1989 году он совместно с Хаканом Албайраком основал журнал Çete. Он стал широко известен своими критическими мыслями в колонке «Bir Soru — Bir Cevap» (один вопрос — один ответ). С 2003 по 2008 год он принимал участие в длинной серии телевизионных интервью в качестве политического комментатора в программе «Nihat Genç ile Ne Var Ne Yok?» на канале Sky Türk до 2008 года. Ведущим программы был Сердар Акинан. За этим последовала ещё одна серия интервью «Nihat Genç ile Veryansın» на Avrasya TV в период с 2008 по 2011 год, которую вёл Лале Шивгин. В 2012 году он появился в «Nihat Genç Ko-nu-şu-yor!» на Halk TV и в 2013 году в «Nihat Genç ile Ver-yansın» на канале Ulusal. Он был известен тем, что выражал своё мнение во время телевизионных программ в гневной и эмоциональной форме.
После критики организаторов конференции 2005 года об османских армянах в период упадка Османской империи в Университете Сабанджи и Университете Босфора, его давний издатель разорвал с ним отношения, остановив все будущие публикации его книг.
Генч вместе со своими друзьями и последователями основал телеканал Veryansın TV. Он писал на сайте и появлялся на канале Veryansın на YouTube.

## Личная жизнь и смерть
Генч скончался в больнице, где он долгое время проходил лечение. Эрдем Атай, его коллега по «Veryansın TV», сообщил, что Генч умер. Атай сказал: «Ушёл из жизни великий воин, настоящий интеллектуал, писатель Нихат Генч, посвятивший свою жизнь родине и республике. Мои соболезнования турецкому народу. Его последними словами были: «Сохраним Республику живой».
Генч болел за футбольный клуб Трабзонспор.

## Произведения
- Dün Korkusu (1989)
- Bu Çağın Soylusu (1991)
- Ofli Hoca / Şeriatta Ayıp Yoktur
- Kompile Hikayeler
- Dar Alanda Tufan (1993)
- Soğuk Sabun (1994)
- Köpekleşmenin Tarihi (1998)
- Modern Çağın Canileri (2000)
- Memleket Hikayeleri
- Arkası Karanlık Ağaçlar (2001)
- İhtiyar Kemancı (2002)
- Amerikan Köpekleri (2004)
- Edebiyat Dersleri (2004)
- Nöbetçi Yazılar (2004)
- Hattı Müdaafa (2005)
- Karanlığa Okunan Ezanlar (2006)
- Aşk Coğrafyasında Konuşmalar (2007)
- Kavga Günleri (2007)
- Veryansın (2008)
- Bir Millet Uyanıyor 17: "Kavga Günleri" (2009)
- Sordum Kara Çiçeğe (2009)
- Opus 61 (2010)
- Yurttaşların Cinlerle Bitmeyen Savaşı (2011)
- İşgal Günleri (2011)
- Bizi Kandırası Umman Bulunmaz (2012)
- Direniş Günleri (2013)
- İslamcı Erol Nasıl Çıldırdı? (2015)
- Yurduma Alçakları Uğratma! (2016)
- Nihat Genç'le Veryansın (2017)
- Bizim De Günümüz Gelecek (2020) ISBN 978-605-06308-1-7
- Saraya Kılınan Namazlar (2021)
- Bu Toprağın Dalkavukları (2022) ISBN 978-605-73127-7-8